# Ved Vejen (roman)
Ved Vejen er én af fire noveller i Herman Bangs novellesamling Stille Eksistenser fra 1886. Den blev i 1988 filmatiseret som Ved vejen med manuskript af Klaus Rifbjerg og instruktion af Max von Sydow.
Ved Vejen er den længste af de fire noveller i Stille Eksistenser og anses nu som en roman. Den regnes ofte som Herman Bangs hovedværk. Romanen giver en både gribende, ironisk og sørgelig skildring af dagliglivet blandt en gruppe mennesker i en provinsby, centreret omkring et uforløst kærlighedsforhold mellem en gift kone og en tilrejsende mand.
Ved Vejen blev i 2006 optaget i kulturkanonen med kommentarer som Bangs "nænsomme og indfølende skildring af et sagtmodigt sind" og "Bangs kunst at gøre den lille egoisme og den skjulte ensomheds uheroiske smerte genkendelige også for nutidens læsere."

## Baggrund
Herman Bangs roman er inspireret af en hændelse i 1883, da han passerede Skørping Station i Nordjylland. Han lagde mærke til en ung kvinde ved vinduet i stationen med et blegt ansigt støttet i hænderne stirrende efter hans afgående tog. Bang begyndte at skrive romanen i 1885 i Wien efter erindringen på Skørping Station.

## Handling
I første kapitel mødes en stor del af romanens persongalleri en efterårsdag på en jernbanestation ved en lille jysk landsby. Med toget er enkefru Abels datter Ida, kaldet Ida-Yngst, som i seks uger har været på besøg hos sin moster i København, og som hentes ved toget af sin mor og storesøster Louise, kaldet Louise-Ældst. Med toget er desuden proprietær Kiærs nye stedfortrædende forvalter, hr. Huus, nyuddannet fra Landbohøjskolen, som her i den travle høsttid skal afløse den tyfusramte forvalter Madsen. Enkefru Abel har i årevis på skift sendt sine døtre over til mosteren, i håb om at de dér kunne finde sig en passende ægtemand, og da hr. Huus pludselig dukker op på toget, bliver søstrene ganske perplekse. Pastorens datter Agnes er dog ikke imponeret over hr. Huus, hvilket hun betror sin gode ven, kapellan Andersen.:7-15 
I den anden fløj af familien Abels hus bor den midaldrende frøken Jensen, kaldet Lille-Jensen, som dér driver en friskole. Frøken Jensen er nedslået, for hun er for nylig kommet i modvind hos pastor Linde, Agnes’ far, og med ham sognerådet, som har beskåret hendes bevilling, angiveligt fordi man ikke er tilfreds med hendes undervisning.:15-17 
I stationsbygningen bor stationsforstander Mathias:39  Bai med sin 32-årige kone Katinka. De har været gift i ti år, men er stadig barnløse. Den udadvendte og støjende Bai har en fortid som løjtnant i kavalleriet, mens hans mere indadvendte og stilfærdige kone er yngste datter af en håndværksmester i en købstad ovre østpå. Katinka Bai mindes ofte sin glade barndom og ungdom i sin fars store hus, med de mange søskende, og onsdagskoncerter i dansepavillonen, hvor militærorkestret fra kasernen spillede. Det var på dansegulvet, Katinka havde mødt løjtnant Bai.:18-23 
I kapitel 2 er det blevet vinter, og stationsforstanderparrets tjenestepige sender lange øjne efter forvalter Huus, når han kommer til stationen med vognlæs korn. Katinka kan nu også godt lide ham, og når forvalteren efter endt arbejde med kornet kommer ind til en kop kaffe, går snakken godt mellem dem, ”stille og sindigt, som det laa for dem begge”, bl.a. om Katinkas blomster og køkkenhave. Når det kommer Ida-Yngst for øre, forvalteren er på stationen, finder hun gerne på en undskyldning for at møde op hos fru Bai, og vimse rundt om Huus i nedringet kjole, mens hun foregiver at beundre Katinkas stue. Så plejer Huus at fortrække ret hurtigt.:31-34 
Huus bliver en hyppig gæst i Katinkas stue, hvor de fører lange samtaler, og hvor Huus gerne hører på Katinkas klaverspil, men stationsforstanderen vil nu også gerne snakke med Huus i enrum, og på Bais kontor må Huus lægge øre til hans historier om hans kvindelige erobringer, da han var i København.:36-37 
I dagene op til jul går det op for fru Bai, at frøken Jensen skal holde jul alene, og hun inviterer hende derfor til jul hos stationsforstanderens, hvor også kommer baneassistent Bentzen. Det bliver faktisk en hyggelig juleaften, hvor snakken går og Bai skænker generøst op i glassene, og hvor frøken Jensen hen på aftenen betror Katinka sin ungdoms ulykkelige kærlighedshistorie, og hvor der lidt senere kommer bud fra forvalter Huus med en pakke til Katinka, et fint blåt sjal med guldtråde. Katinka har tænkt på Huus hele aftenen.:39-44 
Ved gudstjenesten juledag er kirken fuld, pastoren holder en køn prædiken, men hans frue er mere spændt på udkommet af dagens kollekt. Efter gudstjenesten takker Katinka Huus for sjalet og inviterer ham med ind. Huus bliver hos Bais hele dagen, ”Om Aftenen spillede de Whist. Lille-Bentzen var Fjerdemand”.:46-48 
Bais er sammen med Huus flere gange i løbet af julen, og også nytårsaften, hvor Huus dukker op på stationen i slæde lige før midnat for at ønske godt nytår. Da de alle lidt senere står på perronen og ser nattoget passere, står stationsforstanderparret tæt sammen, og Bai kysser sin kone. Da Huus lidt senere kører hjem, er han oprevet og jaloux, og pisker løs på hesten. Katinka er på sin side urolig for, om Huus er kommet godt hjem, for det er blevet snevejr. Hun er også bekymret for Huus, for han har nogle gange været så stille og forknyt.:49-52 
Anden nytårsdag er der stor komsammen i præstegården, med selskabslege før middagen. Ida-Yngst flirter heftigt med en ung løjtnant, som er meget betaget af hendes barm; Louise-Ældst er forarget over sin søsters opførsel. På et tidspunkt er det Katinka, der er blindebuk, og hun fanger Huus, og genkender ham. Og undres igen over, at han er mellemfornøjet. Ved middagsbordet sidder Katinka og Huus sammen, og da man skal trække nytårsknallerter med små sedler i med sentenser, og Katinka og Huus trækker deres knallert, vil Huus ikke sige, hvad der står på papiret, ”Dum Snak, siger han og river det over”.:52-56 
Efter middagen siger alle tak til præstefruen for mad, og Agnes sætter sig til klaveret og spiller op til dans i salen. Efter dansen fortrækker stationsforstanderen og den unge løjtnant til roligere omgivelser, hvor de får sig en øl, og en snak om kvinder, både om den livlige Ida-Yngst og den for dem lidt for snakkesalige præstedatter Agnes, samt om forskellen på de udannede landsbypiger og de mere dannede og kække piger i byerne.:58-60 
En vinterdag får Katinka besøg af Agnes – som pludselig giver sig til at græde, fordi, fortæller Agnes, hendes kærlighed til kapellan Andersen ikke bliver gengældt, ”hun elskede Andersen, og han legede bare med hende, og hun holdt det ikke ud”. Fra den dag er Katinka og Agnes fortrolige, og i kapitel 3 får de to sig mange snakke, efterhånden som vejret bedres gerne på en bænk nede ved åen, eller hos Agnes i præstegården.:63-64  Agnes kalder ofte Katinka for "Den dejlige Kone".:11,14,53,55,70,109,114,136,167,177 
Huus’ forhold til Katinkas er kølnet, i og med Huus efterhånden er en sjælden gæst hos Katinka, angiveligt pga travlhed med arbejdet på proprietærgården, og tillige på sine besøg hos stationsforstanderens mest snakker med hr. Bai. Sammen med Katinka virker Huus ofte åndsfraværende, selv når hun betror ham sine tanker og følelser. Det er som om de taler forbi hinanden. Katinka er ofte forstemt, fordi hun sover dårligt, tror hun. Hun venter gerne med at gå i seng til manden er faldet i søvn, men har selv da svært ved selv at falde i søvn, og sidder tit oppe i timevis og kigger ud i natten.:65-69 
Hen på sommeren foreslår Huus en dag, at han og stationsforstanderparret tager vognen ind til det store marked i byen, og indleder med en skovtur. Katinka liver op og går i gang med forberedelser til skovturen, for hun skal købe ind og lave mad og kager. Hun vil bage en pundkage til Huus, som en overraskelse, og arbejder dagen før skovturen i køkkenet med fynd og klem, hjulpet af Agnes Linde, mens Louise-Ældst og frøken Jensen, som tilfældigt kom forbi, nyder smagsprøver af Katinkas bagekunst ud gennem køkkenvinduet.:71-75 
En tidlig sommermorgen kommer Huus til stationen med sin hestevogn, og hr og fru Bai tager plads i vognen, sammen med tjenestepigen Marie og kurvene med mad og drikke. Med Bai som kusk kører selskabet gennem det smukke og stadig kølige sommerlandskab, mens Katinka og Huus på bagsædet sammen deler glæden ved alt det kønne, de ser. Så bliver Bai pludselig sulten, og selskabet gør holdt ved en høstet rugmark, hvor Katinka og Marie må pakke den ene madkurv ud, så Bai kan få stillet sulten; de andre tager også en bid, inden det går videre. Nu er det blevet ganske varmt, og alle er lettede, da man når ind i en svalende og ganske tyst granskov. Ved middagstid når selskabet frem til et vogterhus i en bøgeskov, hvor man vil spise den medbragte frokost. Mens Bai tager sig en lur under et træ, stiller de tre andre maden frem. Mens Marie er inde i køkkenet, røber Huus for Katinka, han engang var forlovet. De to går lidt afsides, og Huus fortæller Katinka om forlovelsen, som hans mor stod bag og som varede ”et helt Aar … til hun gjorde det forbi […] fordi hun holdt af mig”. Huus holdt nemlig ikke af hende, som hun holdt af ham. Katinka får ondt af Huus.:78-82 
– Ser de der, Huus: der har De Ægteskabet, min Fa’er, sagde han. Saadan er ’et og ikke anderledes.

– Det ka’ s’gu ikke nytte – det de alle sammen skriver […] om Ægteskabet og Kyskheden og alt det … og Troskaben og – ”Fordringer”, som de er lige saa stive i som gamle Linde i ”Fadervor”. 
[…]

Han standsede og slog ud med Straahatten foran Huus:

– Nu saa' De jo: jeg har Lyst – og Katinka vil ikke … dejlig Sommerdag, hvor man har spist godt ude i det Grønne og ligemeget – ikke et Kys en Gang.

– Det er jo saadan med Fruentimmer … Man ka’ aldrig regne med dem. De har ’et i Perioder, ser De, Huus – 

– Mellem os sagt, Bai rystede paa Hovedet, det er s’gu tit svært for en Mand i sine kraftigste Aar… 

Huus slog Brændenelder ned med sin Stok. Han svang den, saa de knækkede, som var de mejede.
Maden og kagen med portvin til giver en lystig stemning, og Bai vil gerne have sin kone på skødet, men Katinka river sig løs. Mens Katinka og Marie pakker maden sammen, går de to mænd sig en tur inden middagsluren, og her beklager Bai sig over sine ægteskabelige genvordigheder, se citat. Middagsluren tilbringer Katinka og Huus under et stort egetræ, hvor de sidder på hver sin side af stammen og snakker sammen. Da Katinka er faldet i søvn, står Huus længe og betragter hende, og sætter sig så igen, og ”lykkelig med Øjnene op i Egen, lyttede han til hendes Søvn”.:82-85 
Byen er fuld af folk, og man må nærmest mase sig igennem gaderne. Der er musik og sang, skillingsviser, larm og gøgl, artister, klovne og en trylleprofessor, som trækker silkepapirsstrimler ud af sin hals. Piger og drenge går i klynger og kigger hinanden an; latinskoledrengene har løjer med i trængslen at sy pigernes skørter sammen, for så i den opståede forvirring at nappe dem i benene. Katinka og Huus kører i karrusel, ved siden af hinanden, hun er glad og svimmel, mens han er bekymret for, hun skal komme noget til.:85-90 
Det begynder at blive mørkt, og folk flokkes nu i de mange telte med udskænkning, honninghjerter og vafler. Pludselig kommer der en kraftig byge, og alle må søge tilflugt i portene, kvinderne med skørterne løftet op, så man kan se deres strømper – hvilket Bai er højlydt begejstret over. Katinka og Huus kommer i tørvejr i et panorama, hvor der vises italienske landskaber. De smukke billeder og stilheden sammen med Huus gør Katinka glad og rolig. Huus fortæller, han engang har besøgt Italien, og Katinka drømmer sig til Neapel og Sorrento.:94-96 
Udenfor er det blevet tørvejr, og man begiver sig mod dansepavillonen i skovkanten. Bai åbner ballet med Katinka, og buldrer afsted med hende hen over dansegulvet, ”ud og ind mellem Parrene”. Bagefter puster Katinka ud sammen med Huus, som adspurgt fortæller, at hans tidligere forlovede nu er gift og har et barn. På dansegulvet fører Huus Katinka roligt og sikkert: ”Det var Katinka, som kom hun til Hvile her i hans Arm”, og ”Katinka vidste ikke, om de havde danset et Minut eller en Time”. Senere, i sangerindepavillonen, morer Bai sig højlydt over den frivole vise om skorstensfejeren August,:82  mens Katinka, til Bais undren, bliver rørt til tårer over en stemningsfuld vise om livet i Sorrento.:97-102 
Katinka gik hurtigere, saa Bai knap kunne indhente dem.

Folk begyndte at blive gladere. Slingrende Karleklynger løb syngende paa Pigeraderne, som opløste sig med Hvin; og Parrene begyndte saa smaat at kæres langs ad Teltgaderne.

Der stod svær Støj ud af Beværtningsteltene og oppe fra den brunøjede, hvor Cognac’en gik til Vaflerne.

De tre Politibetjente haltede af ved Stokke. Det var letsaarede fra Krigene, der holdt sig sammen for at hævde Ordenen; rundt om bag Teltene og i Klyngerne hørte man Latinernes pludselige Fingerpiben skingre gennem Støjen.
De tre afslutter besøget i byen med en tur på kirkegården i aftendæmringen. Katinka går tankefuldt og læser på gravstenene, men forskrækkes af raslen i mørket, fra unge tæt omslyngede par på bænke og bag buske. Huus beroliger hende, mens Bai er forarget over denne ”Vanhelligelse af det hellige Sted”. På køreturen hjem sidder Katinka og Huus i tavshed sammen på bagsædet, mens Bai i kuskesædet snakker løs, om prøjserne og krigen, indtil han endelig tier stille. I morgengryet når de tilbage til til stationen. Bai har fået appetit på morgenmad, men Huus må skynde sig hjem. Katinka siger ”Tak for idag”, ”sagte og usikkert”, mens Huus ”i et Nu havde […] grebet hendes Haand og kysset den to Gange – tre Gange – med hede Læber”, hvorefter han straks ”var til Vogns og borte”.:102-106 
Kapitel 4 foregår fire dage efter udflugten til markedet. Det er lørdag, og pastor Linde er i gang med at forberede sin prædiken, da proprietær Kjær, til præstekonens ærgrelse, kommer på uanmeldt besøg i præstegården, med sine mange gæster. Katinka er der også, og hun er meget spændt på at møde Huus, som hun ikke har set siden den morgen, han kyssede hendes hånd til afsked. Man leger selskabslege, og bagefter over middagsbordet går snakken lystigt, bl.a. om ’kærlighedsbænken’ bagerst i præstegårdshaven, hvor mange par i tidens løb har mødt hinanden. Efter middagen fortrækker Katinka til lysthuset – og kort efter dukker Huus op. Han kaster sig for hendes fødder, og grædende kysser han hendes hænder. Også hun græder, mens hun fortæller ham, de ikke kan ses mere, nu når han skal rejse bort. Huus svarer, at han aldrig vil glemme hende. ”Kys mig, sagde hun og lagde Hovedet ind til hans Bryst. Han tog hendes Hoved mellem sine Hænder og hviskede under Kys bestandig hendes Navn”.:109-113 
Ude i haven fortæller stationsforstanderen proprietæren om markedet, og de mange dejlige piger dér, og om Huus, som han bestemt ikke mener har forstand på kvinder, så ligeglad han var med de optrædende i sangerindepavillonen. Da hun senere går med sin mand hjem, vender Katinka sig om mod præstegården og græder stille.:113,116 
Kapitel 5 indledes med, at Katinka et par dage senere tager på et længere besøg i sin barndomsby, hvor hun bor hos sin bror og svigerinde. Hér er der en vrimmel af småbørn, som bliver passet lidt lemfældigt af den i øvrigt rare svigerinde, som er lettet, da Katinka begynder at hjælpe til. Huset er fyldt med møbler og genstande fra Katinkas barndom, fx de efterhånden noget skårede søndagstallerkner, med blå kinesere, som der blev fortalt historier om over maden. Katinka holder sig helst inden døre, for byen synes hende så forandret, og ligeså menneskene.:117-119 
Dog møder hun en dag på gaden sin gamle veninde Thora, som dengang var en festlig og munter pige, som altid havde unge mænd efter sig. Hun blev gift med kaptajn Dahl, som hun nu har fire børn sammen med, foruden fem ”Godsejerlømler”, som går i realskolen og som Thora har på kost og logi, for at supplere kaptajnens beskedne løn. Hun er blevet ældre at se på og virker træt, synes Katinka, og kaptajnen er tydeligt irriteret over den megen larm fra de mange børn, og over pensionærernes afslappede forhold til præcise spisetider, og undlader ikke at komme med små spydigheder om sin kones husholdning. Katinka takker derfor nej til at blive til te, og går i stedet på visit hos en gammel frøken, som tuller rundt i sin lejlighed og snakker om gamle dage. Da hun pludselig siger ”Der er jo en Hr. Huus paa Jeres Egn”, farer Katinka sammen. Frøkenen er langt ude i familie med Huus, og nu vil hun gerne høre nærmere om ham. Katinka fortæller, først tøvende, men så mere frit, om hvordan Huus jævnligt kommer hos stationsforstanderens.:120-129 
– Hm, sagde Katinka, saa mange Chanser har vi "Kvinder" egentlig ikke: de første fem og tyve Aar af vor Tilværelse danser vi rundt og venter paa at blive gifte – og de sidste fem og tyve sidder vi hen og venter paa at blive begravet...
Et par dage efter skriver Bai til Katinka, at der er sket det mærkelige, at Huus har opsagt sin stilling hos proprietæren, for i stedet at rejse til udlandet på et stipendium. Så beslutter Katinka sig for at rejse hjem til sine egne stuer. Her kan tjenestepigen Marie fortælle, at da Huus rejste for et par uger siden, var han den sidste aften på besøg i Katinkas stuer, som om ”han gik og sagde Farvel til det Hele – inde i Stuen sad han alene – og ude i Haven … og her ude på Trappen hos Duerne”. Mens Katinka forsøger at vænne sig til ensomheden uden Huus, er det lykkedes Ida-Yngst at blive forlovet med Joakim Barner, en mand af god familie med arbejde ved postvæsenet, og familien Abel er hensat i en lykkerus sammen med den unge mand.:129-139  Agnes fortæller Katinka, hun har besluttet sig for at rejse bort, for ”Dette her er jo ikke til at holde ud”, og måske blive lærerinde.:136 
Det er blevet efterår, og Katinka er begyndt at skrante og hoste og ligge i sengen. Lægen ordinerer gåture, så hun kan komme til kræfter igen. Bai får nu jævnligt besøg af Huus’ efterfølger, forvalter Svendsen, som er en mand mere efter Bais hoved; de to sidder i smug sammen og kigger på Svendsens samling af ”græske Kort og Billeder i lukkede Kuverter”, og selv om Bai kalder det ”Satan til Griseri”, er de begge meget fascinerede af det, billederne viser. Gamle pastor Linde og hans kone er blevet hyppige gæster hos Bais, efter at både deres datter og kapellan Andersen er rejst. Katinka er begyndt at gå mere op i madlavning, og den gode mad, fx ”Aal i Gelée”, begynder at kunne ses på Bais figur, og han har fået dobbelthage. Når Bai har gæster, følger han dem nu altid hjem. Eller det er hvad han siger til Katinka; i virkeligheden går han på kroen, hvor han er sammen med en kvinde. Til jul får Katinka telegram fra Huus.:139-148 
I kapitel 6 springer historien trekvart år frem, og det er igen blevet efterår. Katinkas hoste er blevet så slem, at Bai nu af hensyn til sin nattero sover i loftskammeret. Det er snart Bais fødselsdag, og trods sin sygdom vil Katinka gerne arrangere et godt aftenselskab for ham, hvor hun vil blive siddende ved bordet, til herrerne rejser sig og fortsætter inde på Bais kontor. Fra sin seng dirigerer hun pigen Maries forberedelser til middagen, og Katinka gennemfører den med smerter i brystet og ingen appetit, ”Katinkas Kinder brændte og hun saa’ Ansigterne som gennem et graat Slør”. Efter middagen er Katinka meget træt, mens pigen Marie er fortørnet over, Katinka ofrer sig for sin mands skyld, så syg som hun er. Et par dage efter får Katinka besøg af ”Madam Kromadsen”, som fortæller hende om Bais affære med hendes stuepige, og hvor længe det har stået på. Katinka bliver ikke vred, men begynder blot at græde.:149-159 
En efterårsdag med solskin får Katinka lov af lægen til at komme ud af sengen og udenfor, men kun en halv time. Ved pigens hjælp stavrer hun ud af huset, så hun kan se udsigten over markerne mod skoven, og blomsterne i haven, og hun sætter sig ved hylden, dér hvor Huus helst sad. Hun skal også hen til duerne. Men efter den dag ligger altid Katinka i sengen, med sin hoste og feber. Hun får dagligt besøg, af både Louise-Ældst og pastoren og hans frue, som snakker meget om deres bortrejste datter Agnes. Bai er meget sammen med Kiær, de spiller l’hombre.:159-165 
Der kommer telegram fra Agnes, om at hun kommer hjem. Hendes forældre er henrykte og græder af glæde. Da Agnes snart efter er tilbage, tilbringer hun megen tid ved Katinkas seng. Katinka fortæller Agnes, hvordan hendes begravelse skal foregå, og Agnes græder. En nat kommer der bud til Agnes i præstegården om, at Katinka er døende. Der bliver stor opstandelse, mens hest og vogn gøres klar, så de tre fra præstegården kan komme derhen. På stationen går Bai nervøst op og ned ad gulvet, mens Katinka har en vågekone hos sig, som hjælper hende med de dødskramper, som får hende til at skrige af smerte. Vågekonen beder Bai hjælpe til, men han kan ikke, og går ind på sit kontor og hulker. Mens Agnes spiller en sidste gang på klaveret for Katinka, mister hun hørelsen: ”– Hvorfor spiller hun ikke? sagde hun igen. – Hun spiller jo, Tik…”. Pludselig slår Katinka øjnene op: ”Se, se, sagde hun og løftede Hovedet. – Se Solen, sagde hun – se Solen over Bjergene. Hun løftede Armene, de faldt ned igen, og gled ned ad Tæppet.” Lægen folder den døde Katinkas hænder over hendes bryst.:165-175 
Der er mange med til Katinkas begravelse, denne vinterdag, hvor frøken Jensen ordner kranse og andet praktisk. I sin tale beskriver pastor Linde Katinka som ”Stille var hun – stille i sit Liv; stille vilde hun bringes til den sidste Ro” – for Katinka havde frabedt sig en tale. Kisten bliver båret ud til ”Det er så yndigt at følges ad”, som Katinka havde ønsket det. Agnes er i dyb sorg og står alene og kigger ned på kisten i graven, med kranse oven på, da Lille-Bentzen kommer med en krans fra Huus.:176-180 
Kapitel 7 fortsætter med, at den nybagte enkemand Bai bliver genstand for en del kvindelig opmærksomhed, i den første tid fra Lille-Jensen, som næsten dagligt kommer på stationen og laver mad til ham, og ikke modsætter sig, at han beder hende blive og spise med – og har det i tankerne måske at kunne blive stationsforstanderens husbestyrerinde. Senere begynder Bai dog at komme ganske jævnligt hos enkefru Abel og Louise-Ældst, som også i den første tid efter begravelsen jævnligt kom på besøg hos stationsforstanderen, men havde inviteret ham hjem til sig, så han ikke ”sad dernede, alene – i de øde Stuer … naar man selv kan sidde ved en hyggelig Lampe”. Også de to kræser for ham, alt hvad de kan. ”Satan til Fruentimmer, saa de vimser…”, konstaterer Bai.:182-185 
Proprietær Kiær inviterer Bai på herretur til København. Ankommet opsøger de løjtnant Nielsen, som nu fungerer som guide for ”de to ældre Herrer fra Provinsen”, som sammen med ”tre Sekondløjtnanter og to hørhaarede Herrer fra Landbohøjskolen” først besøger Casino-teatret og dernæst dansepavillon Kisten i Tivoli. Her dukker ”nogle rødmossede Piger” op, men inden Bai når at komme til fadet, er han blevet svimmel ”af den megen Drikkelse. … Bai vidste ikke, hvordan det gik til. Løjtnanterne var væk med de rødmossede…”. De næste dage ligger Bai meget af dagen på deres værelse og sover, mens Kiær gør forretninger. Den sidste dag i København køber Bai en gravsten til Katinka. Om aftenen er de i det kongelige teater, og bagefter fortsætter Bai selv i byen, mens Kiær går hjem. Han træffer dog ingen af vennerne fra den første aften, men kun ”lutter Drenge”, i hvis selskab han ville falde helt udenfor, når der skal gøres indtryk på pigerne. En ældre dame, som han også bemærkede den første aften, gør tilnærmelser til Bai, men han afviser hende vredt. Da Bai næste morgen pakker sin kuffert, dukker et foto af Katinka op, og han ”sad og saa’ paa det med svømmende Øjne”.:185-193 
Romanen slutter hvor den begyndte, på den fyldte perron. Alle tager afsked med enkefru Abel, som skal afsted for at indrette hjemmet til Ida-Yngst, forud for hendes bryllup.:194 

## Temaer
I Ved Vejen udviklede Bang sin impressionistiske stil til det noget nær perfekte. Idet han godt var klar over, at impressionisme dengang først og fremmest var en kunstretning inden for maleriet, forklarede han i et brev sendt til Peter Nansen fra Prag, at han forsøgte at opnå samme virkning i litteraturen: "Impressionistisk er virkelig ordet. Jeg stræber febrilsk efter at gøre hvert eneste indtryk klart og præcist og markant, i stedet for at tænke på helheden."
Selv om Bang litterært set stod i gæld til både Zola, Daudet og Maupassant, drejede han her naturalismen i en ganske uventet retning, nemlig mod impressionismen. Hans figurer giver sig til kende gennem deres reaktioner, måske blot en lille vending i sætningen, i stil med nordmanden Jonas Lie eller russeren Turgenev. Han forklarer ikke, han viser blot et billede, giver læseren indtryk, lader ham eller hende læse mellem linjerne og fortolke, hvad der ligger bag ordene. Da Bang mødte Claude Monet, udtalte denne: "De er den første impressionistiske forfatter". Denne stil kommer fuldt til udtryk i romanens åbningsscene, hvor alle personerne mødes på stationen. Men de mange sproglige antydninger ses fx også i beskrivelsen af nytårsfesten i præstegården, som giver et levende billede af de mennesker, der deltager i den, med forskellige stemmer og indtryk, der samles i et færdigt billede.
Selvom Katinka er en genert og forsagt kvinde, og således ikke en heltinde, i sammenligning med en nutidig skildring af en stærk selvstændig kvinde, drages man som læser naturligt mod at føle med hendes situation og figur.